# Guerra de la Liga de Cognac
La Guerra de la Liga de Cognac (1526-1530) se libró entre los dominios Habsburgos de Carlos V -principalmente España y el Sacro Imperio Romano Germánico- y la Liga de Cognac, una alianza militar que incluía al Reino de Francia, el Papa Clemente VII, la República de Venecia, el Reino de Inglaterra, el Ducado de Milán y la República de Florencia.

## Antecedentes

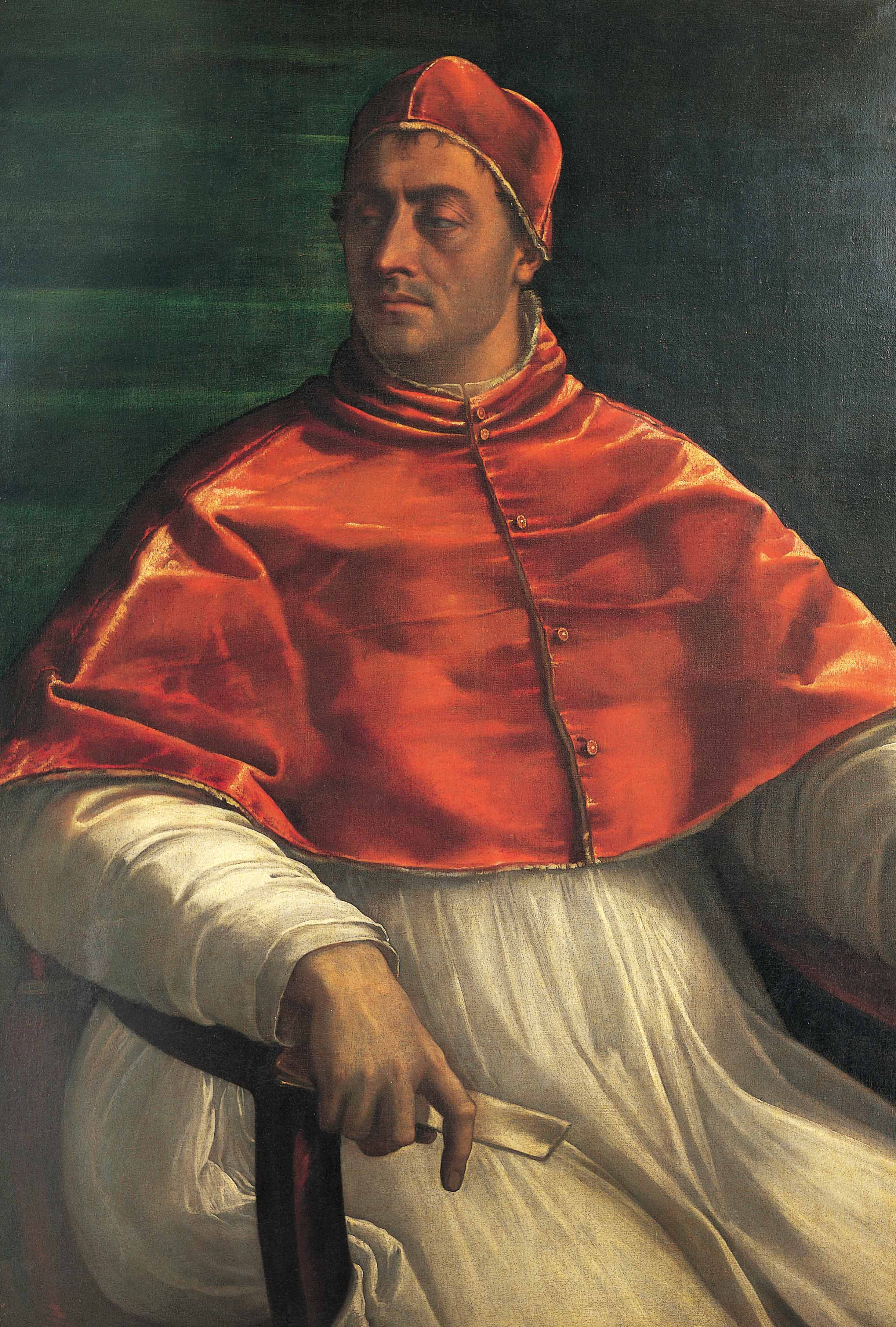
El papa Clemente VII.

Alarmado Clemente VII tras la victoria del emperador Carlos V en Italia sobre los franceses en la Guerra italiana de 1521-1526, trabajó para formar, en mayo de 1526, una liga antiimperial, la Liga de Cognac, con el fin de restaurar el equilibrio de poder en Italia contrarrestando el poder del emperador. La Liga de Cognac estuvo formada por el papado, Venecia, Florencia, Milán, y el rey francés, quien denunció el tratado de Madrid de 1526. Enrique VIII de Inglaterra, frustrado en su deseo de tener un tratado firmado en Inglaterra, rechazó unirse.

## Movimientos iniciales (1526)
La guerra se hizo inminente y un mes después de constituirse, las tropas de la Liga entraban en Lodi. Pero las tropas imperiales marcharon hacia Lombardía y pronto forzaron al duque de Milán a capitular y a abandonar Milán en julio de 1526. Mientras tanto, la familia Colonna, con ayuda del virrey de Nápoles, organizó un ataque en Roma, derrotando a las fuerzas papales y tomando brevemente el control de la ciudad, saqueando el palacio papal y algunas casas de cardenales

## Saqueo de Roma (1527)

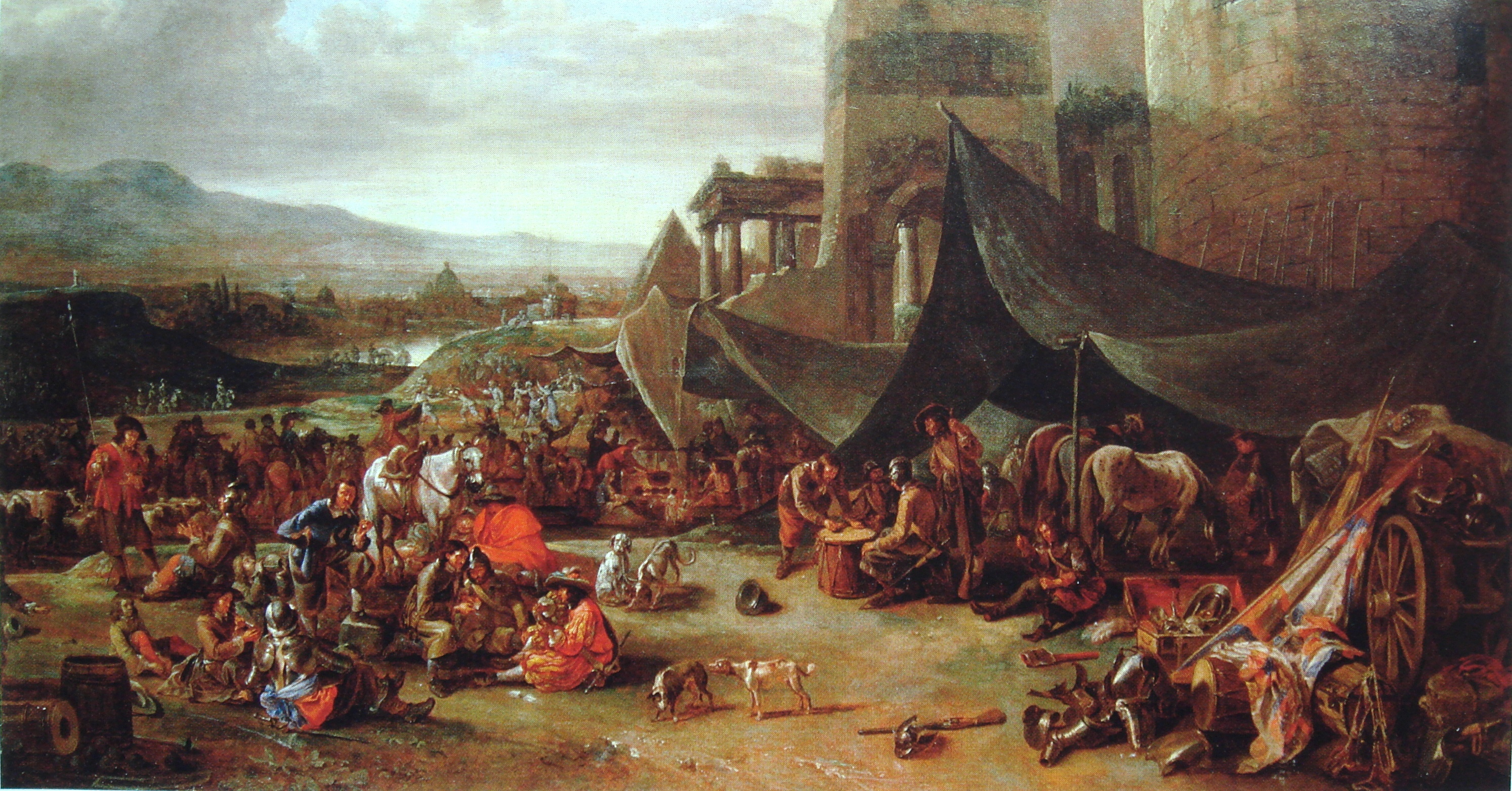
El Saco de Roma

Las vacilaciones del papa inutilizaron el progreso de la Liga, ya que el cauteloso ejército papal y veneciano esperaba a las tropas francesas, lo que permitió nuevos refuerzos imperiales, aunque Francisco I logró atraer a Enrique VIII de Inglaterra en el Tratado de Westminster en abril de 1527, que supuso la garantía de neutralidad y apoyo diplomático aunque no de tropas, debido a los buenos oficios del embajador español Íñigo López de Mendoza y Zúñiga.
Carlos V reunió una fuerza de lansquenetes bajo el mando de Georg Frundsberg (enfermo tuvo que dejar pronto a sus tropas y recuperarse en Ferrara) y un ejército español a las órdenes de Carlos de Borbón. Las dos fuerzas se unieron en Fiorenzuola d'Arda y avanzaron hacia Roma. Ante la ausencia de dinero y equipamiento, el condestable de Borbón dirigió al ejército imperial a la capital pontificia. Francesco Guicciardini, al mando del ejército papal, no pudo hacerles frente y el 6 de mayo de 1527, cuando murió el condestable de Borbón, su ejército mal pagado atacó y saqueó la ciudad, manteniendo al papa cautivo.
Aprovechando la prisión del papa, los florentinos expulsaron a los Médici y restauraron la república.

## Nápoles y Génova (1527–1528)
El saqueo de Roma, y la consiguiente eliminación de Clemente VII de cualquier papel real en la guerra, provocó una acción frenética en los franceses. Enrique VIII y Francisco pactaron en agosto en Amiens la liberación del Papa.
Un ejército francés entró en Italia en agosto, al mando de Odet de Foix y de Pedro Navarro tomando Génova — Andrea Doria se unió rápidamente a los franceses y se hizo con la mayoría de la flota genovesa — Los franceses tomaron Alessandria, Savona y saquearon Pavía el 5 de octubre. Pasando por las ciudades papales de Piacenza y Parma llegan a Bolonia, partiendo hacia Nápoles el 10 de enero, con el apoyo de la nueva república de Florencia, el 29 de enero llegaban al Santuario de la Santa Casa en Loreto.
El Papa escapó de su cautiverio en diciembre de 1527 ante la proximidad de las tropas francesas marchando a Orvieto.
El ejército imperial acantonado en Roma emprendió camino al sur en febrero de 1528 seguido por el francés, que puso sitio a Nápoles el 29 de abril y a Catanzaro en mayo. Doria, que ocupaba la bahía de Nápoles, sin embargo, pronto abandonó a los franceses en favor de Carlos. Los asedios fracasaron porque la peste estalló en el bando francés, matando la mayoría del ejército junto con Foix y Navarro. La capitulación del ejército francés se produjo en agosto de 1528 en Aversa.
La ofensiva de Andrea Doria en Génova (donde pronto rompió el bloqueo de la ciudad y forzó la rendición de los franceses en Savona), junto con la derrota decisiva de una fuerza de ayuda francesa bajo el duque de Saint Pol en la Batalla de Landriano, el 21 de junio de 1529. La derrota del segundo ejército francés en campaña en Lombardía puso fin a las esperanzas de Francisco I de recuperar su posición en Italia.

## Paz de Cambrai (1529)

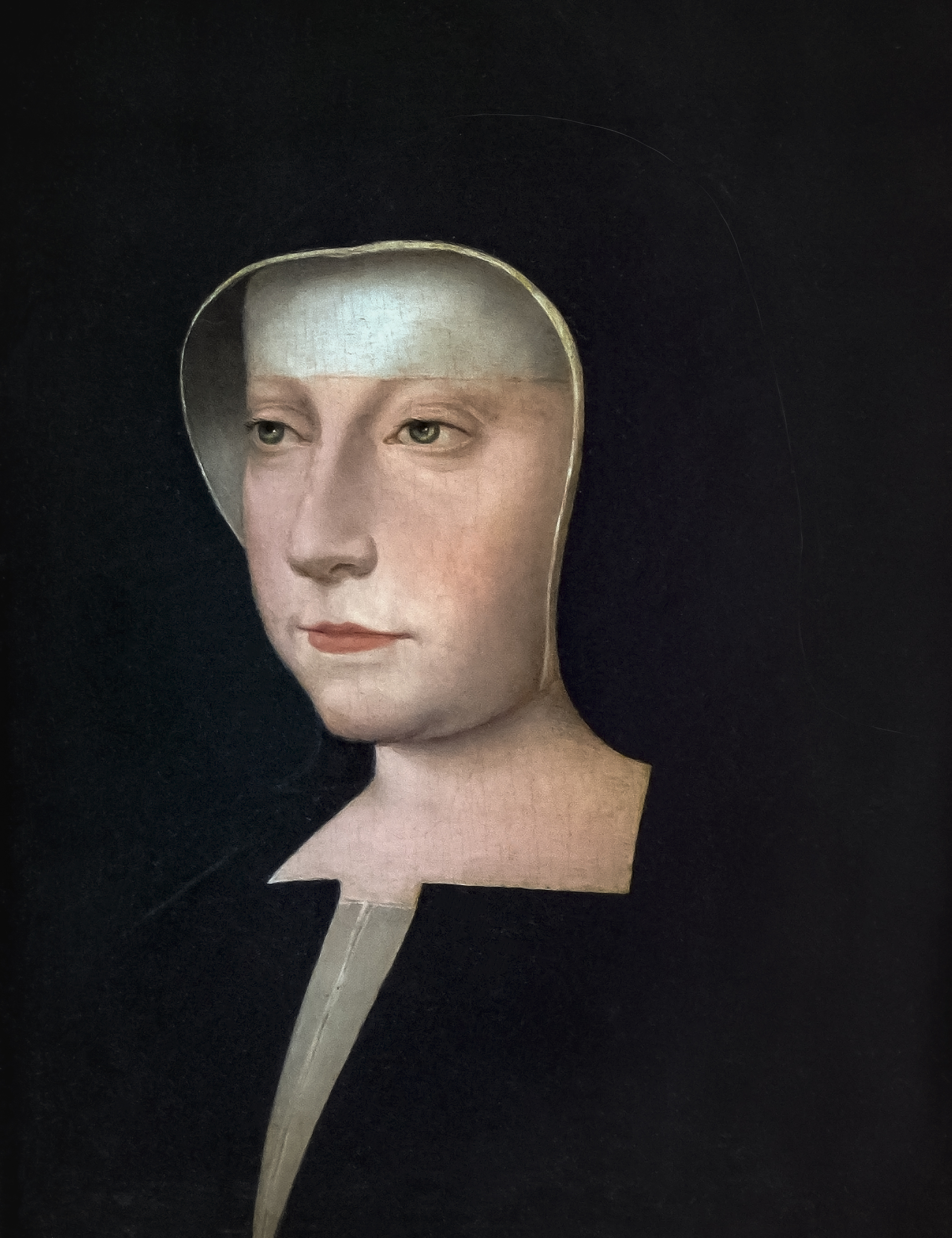
Luisa de Saboya.

La paz ahora era buscada por ambos bandos, Carlos V, con problemas financieros, la extensión de la Reforma en Alemania y la amenaza turca sobre Hungría y Austria, pactó el 29 de junio de 1529 el tratado de Barcelona sacando al papa de la liga de Cognac, comprometiendo la restauración de Sforza en Milán y Médici en Florencia, iniciándose el Sitio de Florencia (1529-1530). Restitución de Rávena y Cervia, al Papa, así como la investidura del reino de Napóles y la coronación imperial de Carlos.

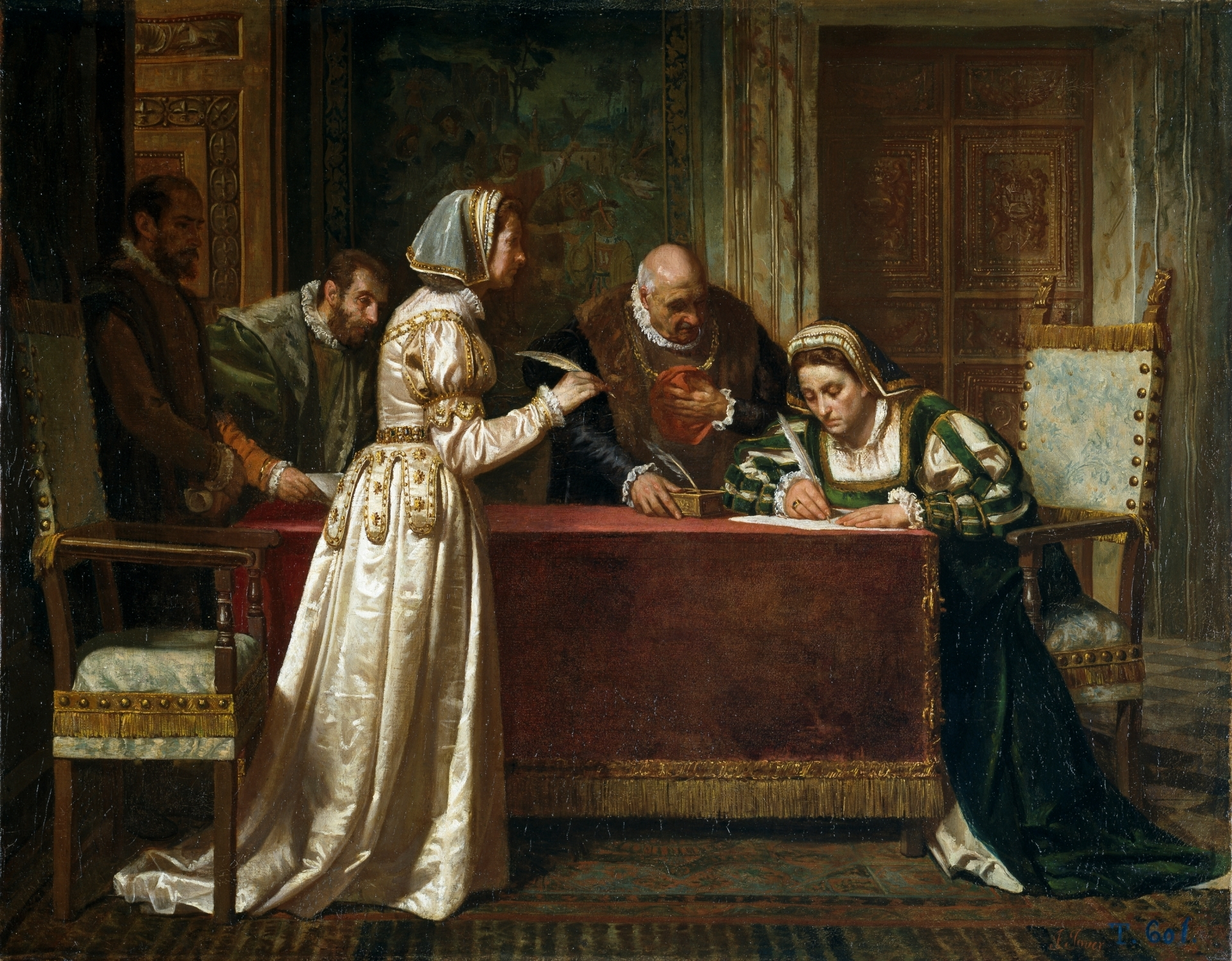
Paz de Cambrai o Paz de las Damas Cuadro de Francisco Jover y Casanova

Después de la derrota de sus ejércitos, Francisco I buscó la paz con Carlos V. Las negociaciones comenzaron en julio de 1529 en la ciudad fronteriza de Cambrai; fueron llevadas principalmente entre la madre de Francisco, Luisa de Saboya, por los franceses y su cuñada, Margarita de Austria por su sobrino el Emperador (conociéndose como la Paix des Dames). La paz con Francia llegó el 3 de agosto de 1529 en Cambrai. Los términos finales reflejaban en gran parte los del tratado de Madrid de hacía tres años; Francisco I renunciaba a sus derechos sobre Artois, Flandes y Tournai, y fue obligado a pagar un rescate de dos millones de escudos de oro para que fueran liberados sus hijos. Francisco I también renunciaba a sus reclamaciones en Italia y abandonaba a sus aliados italianos: Florencia y Venecia. Esta última firmaría en noviembre un tratado de paz con Carlos I por el cual cedía las ciudades de Brindisi, Mola di Bari, Monopoli, Polignano a Mare y Trani a los españoles.